# Ruth Genner

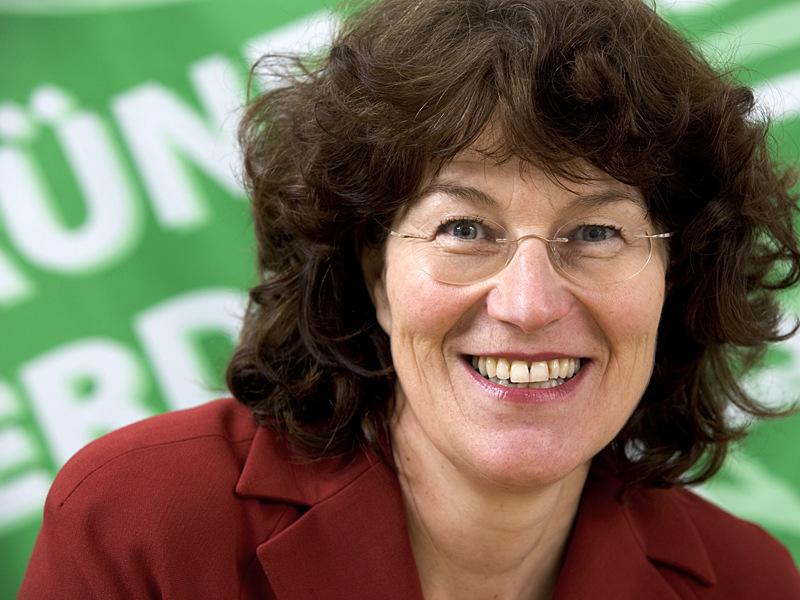
Ruth Genner

Ruth Genner (Schaffhausen, 13 januari 1956) is een Zwitserse politica voor de (Groene Partij van Zwitserland). Van 1987 tot 1997 was ze lid van de kantonsraad van kanton Zürich. Sinds 1998 is ze lid van de Nationale Raad. Sinds 2004 is Ruth Genner de enige presidente van de Groenen, nadat ze deze baan had gedeeld met Patrice Mugny van 2001-2003.
In 2003 kandideerde Genner zonder succes voor de Bondsraad. Op 27 februari 2005 werd ze eveneens niet gekozen als lid van de Regeringsraad van Zürich. Hoewel deze kandidaturen niet leiden tot een overwinning (ze werd sowieso met weinig kans bedacht), is onder haar leiding de Groene Partij succesvol. Bij de parlementsverkiezingen in 2003 kwamen de groenen tot het beste resultaat ooit: 7,6%.
Ruth Genner heeft in 2006 wederom voor een plaats in de Regeringsraad van Zürich gekandideerd en haalde een goed resultaat met 42%, werd echter niet gekozen.
In 2007 werd ze herkozen als parlementslid en moest als gevolg van de statutair bepaalde maximale duur van 6 jaar van het voorzitterschap van de Groenen haar positie als voorzitster van de partij opgeven.